# 헤일리 허드슨
헤일리 허드슨(Haley Hudson, 1986년 6월 14일 ~ )는 미국의 배우이다.
시카고에서 태어났다.

## 출연 작품

### 영화
- 프리키 프라이데이 (2003)
- 룩 (2007, Look)
- 킬러 패드 (2008, Killer Pad)
- 말리와 나 (2008)
- 더 팩트 (2012) - 스티비 역
  - 더 팩트 2 (2014)
- Nora (2012) - 노라 역 (단편)
- Making Change (2012)

### 텔레비전
- 위즈 (2005-09)